# Magnox

Принципова схема ядерного реактора Magnox із зображенням потоку газу. Теплообмінник знаходиться поза бетонним захистом від радіації. Це являє собою ранню конструкцію Magnox із циліндричною сталевою посудиною під тиском.

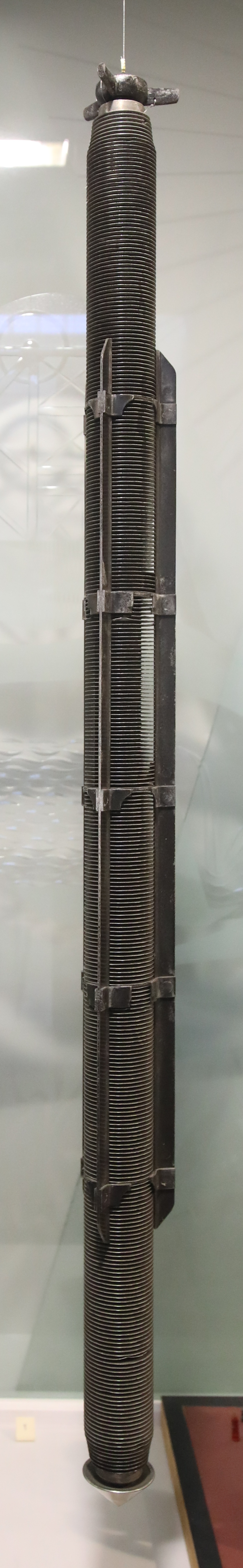
Паливний стрижень Magnox ранньої конструкції

Magnox — тип ядерного енергетичного/виробничого реактора, розробленого для роботи на природному урані з графітом як сповільнювачем і вуглекислим газом як теплообмінним охолоджувачем. Він належить до ширшого класу газоохолоджуваних реакторів. Назва походить від магнієво-алюмінієвого сплаву, який використовується для оболонки паливних стрижнів всередині реактора. Як і більшість інших ядерних реакторів «покоління I», Magnox був розроблений з подвійною метою виробництва електроенергії та плутонію-239 для нової програми ядерної зброї у Британії. Назва конкретно відноситься до конструкції Сполученого Королівства, але іноді використовується узагальнено для позначення будь-якого подібного реактора.
Як і в інших реакторах, що виробляють плутоній, збереження нейтронів є ключовим елементом конструкції. У magnox нейтрони сповільнюються у великих блоках графіту. Ефективність графіту як сповільнювача дозволяє Magnox працювати на природному урановому паливі, на відміну від більш поширеного комерційного легководного реактора, який потребує злегка збагаченого урану. Графіт легко окислюється на повітрі, тому серцевина охолоджується CO2, який потім закачується в теплообмінник для генерації пари для приводу традиційного парового турбінного обладнання для виробництва електроенергії. Активна зона відкрита з одного кінця, тому паливні елементи можна додавати або видаляти, поки реактор ще працює.

## Загальний опис

### Windscale
Першим повномасштабним ядерним реактором Великої Британії був Windscale Pile у Селлафілді. Паливна збірка ( від "pile" - "штабель", за її конструкцією) була розроблена для виробництва плутонію-239, який створювався в багатотижневих реакціях, що відбуваються в природному урановому паливі. За нормальних умов природний уран недостатньо чутливий до власних нейтронів, щоб підтримувати ланцюгову реакцію. Для підвищення чутливості палива до нейтронів використовується сповільнювач нейтронів, в даному випадку високоочищений графіт.

### Magnox

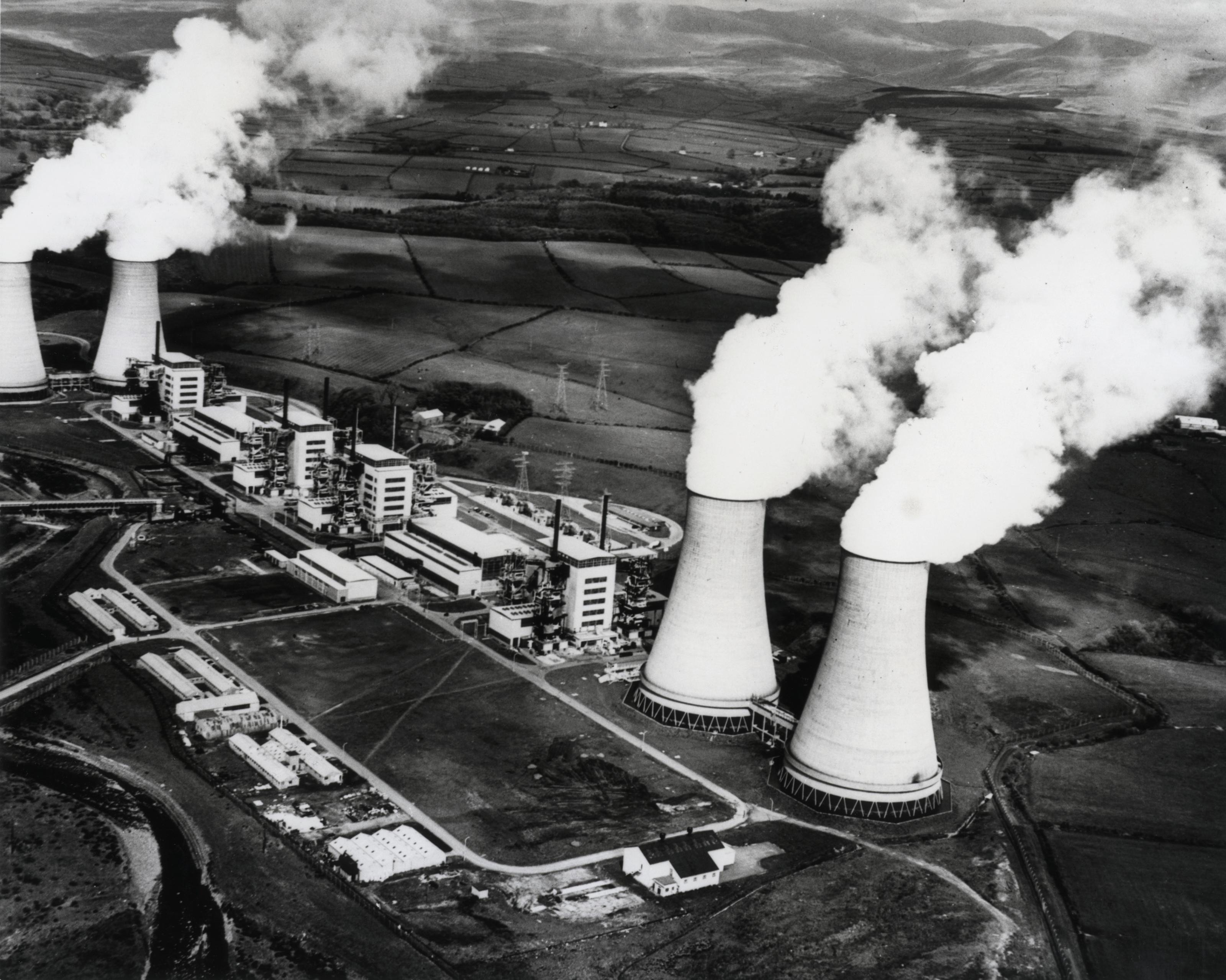
Колдер Холл, Велика Британія – перша в світі комерційна атомна електростанція. Вперше підключений до національної електромережі 27 серпня 1956 року та офіційно відкритий королевою Єлизаветою II 17 жовтня 1956 року.

Оскільки ядерний істеблішмент Великої Британії почав звертати увагу на ядерну енергетику, потреба в більшій кількості плутонію для розробки зброї залишалася гострою. Це призвело до спроб адаптувати базову конструкцію Windscale до енергетичної версії, яка б також виробляла плутоній. Щоб бути економічно корисним, завод мав би працювати на набагато вищих рівнях потужності, а щоб ефективно перетворювати цю енергію в електрику, він мав би працювати при вищих температурах.

### AGR
Характер «подвійного використання» дизайну Magnox призводить до компромісів у дизайні, які обмежують його економічні показники. Коли впроваджувався дизайн Magnox, уже велася робота над удосконаленим газоохолоджуваним реактором (AGR) з явним наміром зробити систему більш економічною. Основною серед змін було рішення запустити реактор при значно вищих температурах, близько 650 °C (1 200 °F), що значно підвищить ефективність роботи парових турбін, що генерують електроенергію. Це були занадто високі температури для магноксового сплаву і в AGR спочатку мали намір використовувати нову оболонку на основі берилію, але вона виявилася занадто крихкою. Її було замінено оболонкою з нержавіючої сталі, але вона поглинала таку кількість нейтронів, що це впливало на критичність і, у свою чергу, вимагало, щоб конструкція працювала на злегка збагаченому урані, а не на природному урані, як Magnox, що збільшувало витрати на паливо. Зрештою, економіка системи виявилася трохи кращою, ніж Magnox. Колишній економічний радник Міністерства фінансів Девід Хендерсон описав програму AGR як один з двох найдорожчих помилкових проектів, спонсорованих британським урядом, поряд із Concorde.

## Технічна інформація
Джерело: 
| Специфікація                           | Колдер Холл              | Вілфа                    | Олдбері                  |
| -------------------------------------- | ------------------------ | ------------------------ | ------------------------ |
| Теплова потужність (валова), МВт       | 182                      | 1875                     | 835                      |
| Електрична потужність (валова), МВт    | 46                       | 590                      | 280                      |
| ефективність, %                        | 23                       | 33                       | 34                       |
| Кількість паливних каналів             | 1696                     | 6150                     | 3320                     |
| Діаметр активного сердечника           | 9,45 м                   | 17,4 м                   | 12,8 м                   |
| Висота активного ядра                  | 6,4 м                    | 9,2 м                    | 8,5 м                    |
| Середній тиск газу                     | 7 бар                    | 26,2 бар                 | 25,6 бар                 |
| Середня температура газу на вході °C   | 140                      | 247                      | 245                      |
| Середня температура газу на виході °C  | 336                      | 414                      | 410                      |
| Загальна витрата газу                  | 891 кг/с                 | 10254 кг/с               | 4627 кг/с                |
| матеріал                               | Природний металевий уран | Природний металевий уран | Природний металевий уран |
| Маса урану в тоннах                    | 120                      | 595                      | 293                      |
| Внутрішній діаметр посудини під тиском | 11,28 м                  | 29,3 м                   | 23,5 м                   |
| Внутрішня висота посудини під тиском   | 21,3 м                   | —                        | 18,3 м                   |
| Газові циркуляційні насоси             | 4                        | 4                        | 4                        |
| Парогенератори                         | 4                        | 1                        | 4                        |
| Кількість генераторів                  | 2                        | 2                        | 1                        |

## Економіка

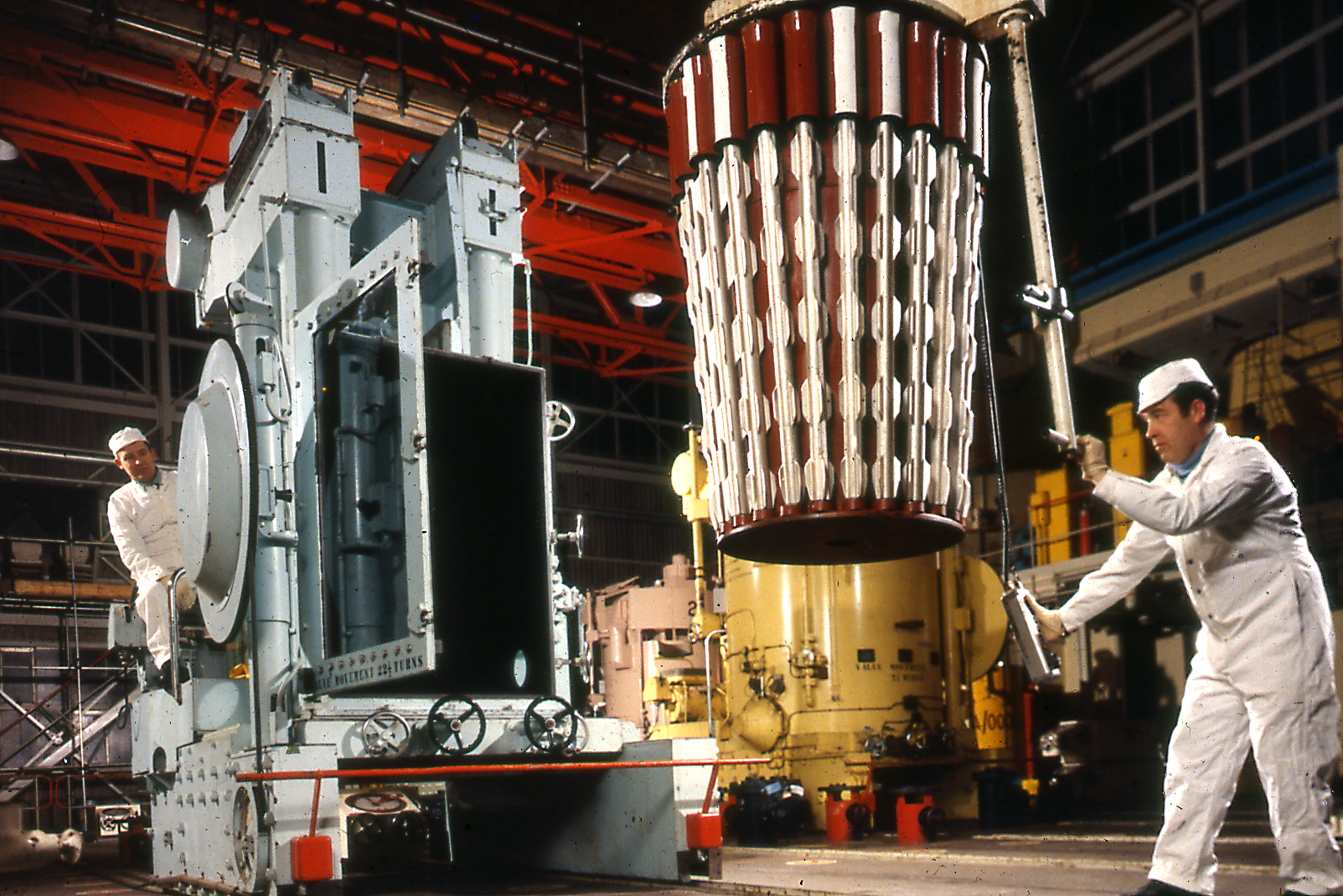
Завантаження палива Magnox на атомній електростанції Calder Hall

Перші реактори Magnox в Колдер-Холлі були розроблені головним чином для виробництва плутонію для ядерної зброї. Виробництво плутонію з урану шляхом опромінення в збірці генерує велику кількість тепла, яке потрібно утилізувати, наприклад, генерувати пару з цього тепла, яку можна використовувати в турбіні для виробництва електроенергії або як технологічне тепло на сусідньому заводі Windscale, тобто це тепло розглядалося як свого роду «безкоштовний» побічний продукт первинного процесу.

## Безпека

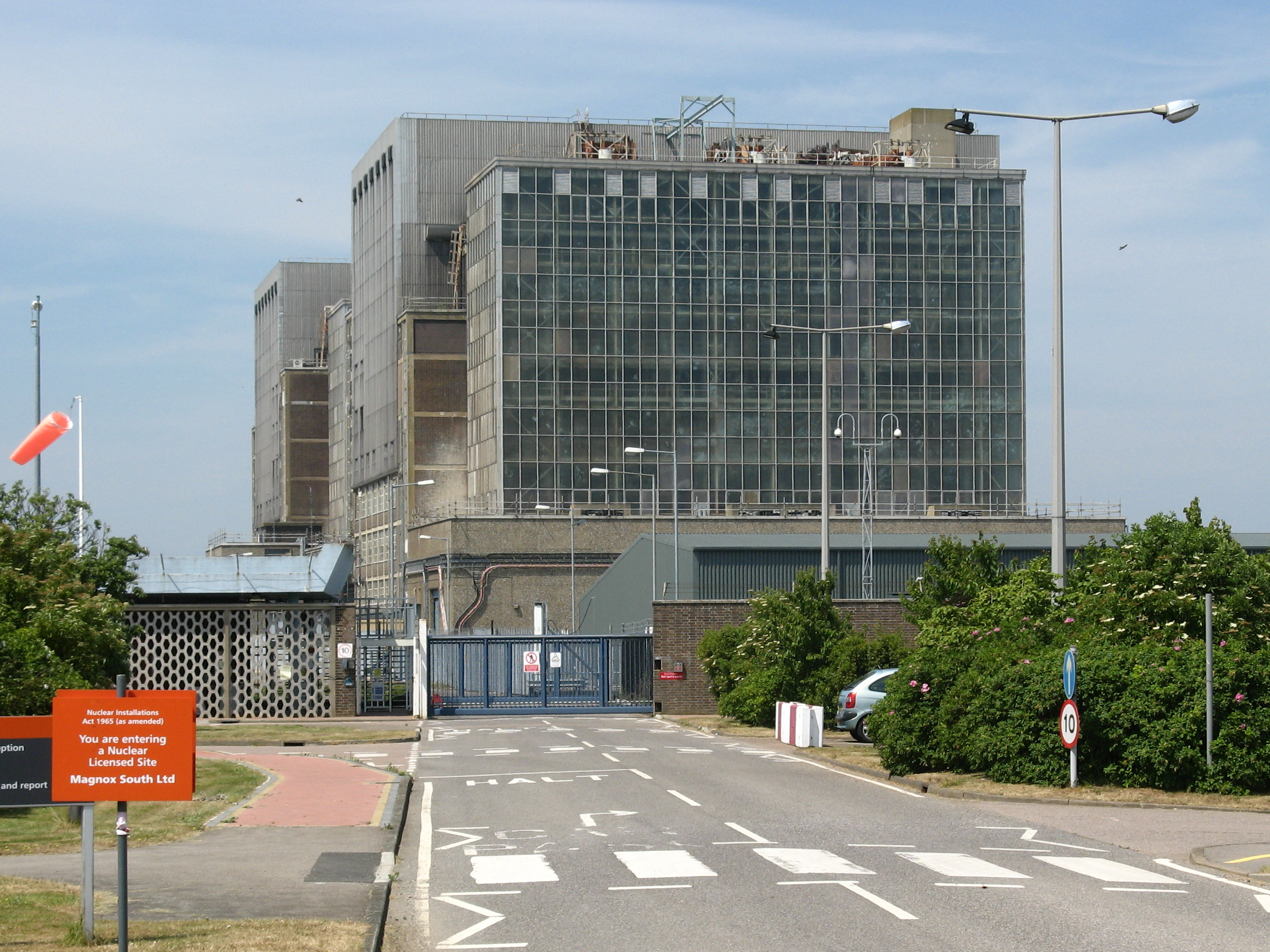
Корпуси реакторів АЕС Bradwell Magnox

У той час вважалося, що реактори Magnox мають значний ступінь внутрішньої безпеки через їхню просту конструкцію, низьку питому потужність і газовий теплоносій. Через це вони не були забезпечені функціями вторинного утримання. Принципом проектування безпеки на той час був принцип «максимально вірогідної аварії», і було зроблено припущення, що якщо станція була спроектована таким чином, щоб витримати це, то всі інші менш значущі, але подібні події будуть охоплені. Аварії з втратою теплоносія (принаймні ті, що розглядаються в проекті) не призведуть до великомасштабної відмови палива, оскільки оболонка Magnox утримає основну частину радіоактивного матеріалу, припускаючи, що реактор буде швидко зупинено (SCRAM), оскільки тепло розпаду може видаляються шляхом природної циркуляції повітря. Оскільки теплоносій вже є газом, вибухове підвищення тиску внаслідок кипіння не є ризиком, як це сталося під час катастрофічного вибуху пари під час аварії на Чорнобильській АЕС. Відмова системи зупинки реактора для швидкої зупинки реактора або відмова природної циркуляції в проекті не враховувалися. У 1967 році на Чапелкросі сталося розплавлення палива через обмежений потік газу в окремому каналі, і, хоча екіпаж станції впорався з цим без серйозних інцидентів, ця подія не була розроблена або запланована, і викид радіоактивності був більшим, ніж очікувалося під час дизайн станції.

## Побудовані реактори

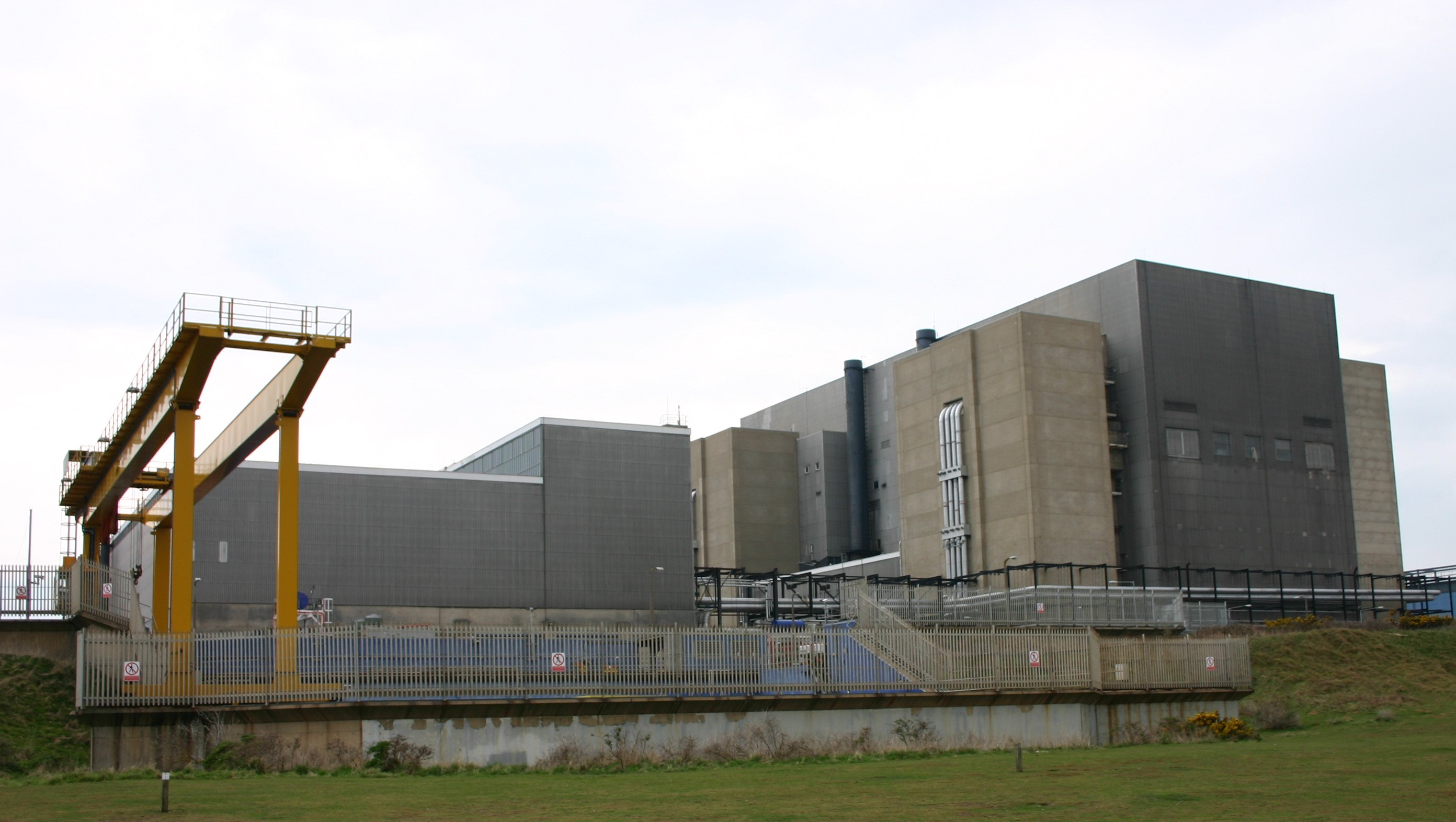
Атомна електростанція Sizewell A Magnox

Загалом у Сполученому Королівстві, де був розроблений проект, було побудовано 11 електростанцій загальною кількістю 26 одиниць. Крім того, один був експортований до Токаї в Японії, а інший до Латини в Італії. Північна Корея також розробила власні реактори Magnox на основі британського проекту, який був оприлюднений на конференції «Атом заради миру».
Перша електростанція Magnox, Calder Hall, була першою в світі атомною електростанцією, яка виробляла електроенергію в промислових масштабах (електростанція в Обнінську, Росія почала постачати мережу в дуже малих некомерційних кількостях 1 грудня 1954 року). Перше підключення до мережі відбулося 27 серпня 1956 року, а станцію офіційно відкрила королева Єлизавета II 17 жовтня 1956 року. Коли станцію закрили 31 березня 2003 року, перший реактор використовувався майже 47 років.

## Виведення з експлуатації

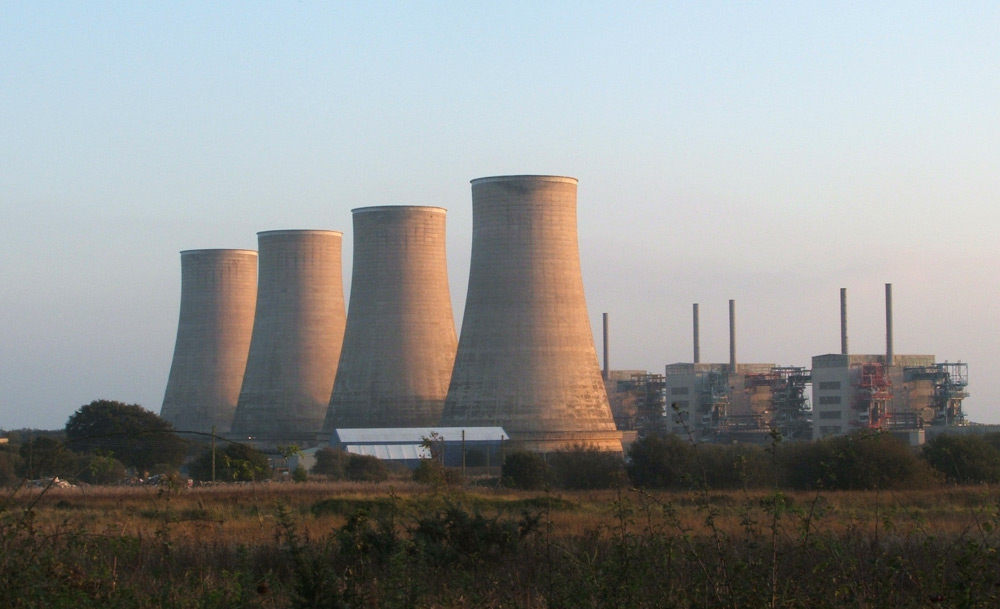
ChapelCross до знесення градирень у 2007 році

Управління з виведення з експлуатації атомних електростанцій (NDA) несе відповідальність за виведення з експлуатації електростанцій Magnox Великої Британії, орієнтовна вартість якого становить 12,6 мільярдів фунтів стерлінгів . Були дискусії щодо того, чи слід прийняти стратегію виведення з експлуатації на 25 чи 100 років. Після 80 років короткочасний радіоактивний матеріал у вивантаженій активній зоні розпався б настільки, що людина могла б отримати доступ до конструкції реактора, що полегшило б роботи з демонтажу. Коротша стратегія виведення з експлуатації вимагала б роботизованої техніки демонтажу активної зони. Поточний приблизно 100-річний план виведення з експлуатації називається Safestore. Також розглядалася 130-річна стратегія відкладеного Safestore з орієнтовною економією коштів у 1,4 мільярда фунтів стерлінгів, але не була обрана.

## Список реакторів Magnox у Великій Британії
| Ім'я             | Місцезнаходження                          | Розташування (GeoHack) | Кількість одиниць | Виробництво на одиницю | Загальний обсяг виробництва | Перше підключення до мережі | Закрити  |
| ---------------- | ----------------------------------------- | ---------------------- | ----------------- | ---------------------- | --------------------------- | --------------------------- | -------- |
| Колдер Холл      | поблизу Вайтхейвена, Камбрія              | NY025042               | 4                 | 50 МВт                 | 200 МВт                     | 1956 рік                    | 2003 рік |
| Капличний хрест  | поблизу Аннана, Дамфріса та Галовея       | NY216697               | 4                 | 60 МВт                 | 240 МВт                     | 1959 рік                    | 2004 рік |
| Берклі           | Глостершир                                | ST659994               | 2                 | 138 МВт                | 276 МВт                     | 1962 рік                    | 1989 рік |
| Бредвелл         | поблизу Саутмінстера, Ессекс              | TM001087               | 2                 | 121 МВт                | 242 МВт                     | 1962 рік                    | 2002 рік |
| Хантерстон "А"   | між Вест-Кілбрайдом і Ферлі - Норт-Ейршир | NS183513               | 2                 | 180 МВт                | 360 МВт                     | 1964 рік                    | 1990 рік |
| Хінклі Пойнт "А" | поблизу Бріджвотер, Сомерсет              | TR330623               | 2                 | 235 МВт                | 470 МВт                     | 1965 рік                    | 1999 рік |
| Trawsfynydd      | Гвінед                                    | SH690381               | 2                 | 195 МВт                | 390 МВт                     | 1965 рік                    | 1991 рік |
| Підземелля "А"   | Кент                                      | TR074170               | 2                 | 219 МВт                | 438 МВт                     | 1966 рік                    | 2006 рік |
| Sizewell "A"     | поблизу Лейстона, Саффолк                 | TM472634               | 2                 | 210 МВт                | 420 МВт                     | 1966 рік                    | 2006 рік |
| Олдбері          | поблизу Торнбері, Південний Глостершир    | ST606945               | 2                 | 217 МВт                | 434 МВт                     | 1968 рік                    | 2012 рік |
| Вілфа            | Англсі                                    | SH350937               | 2                 | 490 МВт                | 980 МВт                     | 1971 рік                    | 2015 рік |

## Реактори Magnox, експортовані з Великої Британії
| Ім'я       | Місцезнаходження | Кількість одиниць | Виробництво на одиницю | Загальний обсяг виробництва | Перше підключення до мережі | Закрити                                                     |
| ---------- | ---------------- | ----------------- | ---------------------- | --------------------------- | --------------------------- | ----------------------------------------------------------- |
| Латина     | Італія           | 1                 | 160 МВт                | 160 МВт                     | 1963 рік                    | 1987 після італійського референдуму щодо атомної енергетики |
| Токай Мура | Японія           | 1                 | 166 МВт                | 166 МВт                     | 1966 рік                    | 1998 рік                                                    |